# Cines Unidos
Cines Unidos es una cadena de cines de Venezuela fundada el 13 de junio de 1947. Se encuentra en 10 ciudades y cuenta con 169 salas en 20 complejos, conformando el circuito con mayor número de salas del país y el segundo en número de cines, después de Cinex. La empresa funciona también como distribuidora de películas a nivel nacional.

## Historia
La idea surgió de Ilio Ulivi Parra, quien inauguró la primera sala de cine de la parroquia La Pastora en 1940; y para el año 1947 ya contaba con 15 salas distribuidas por toda Caracas.
La reurbanización de la ciudad capital ocurrida en la segunda mitad del siglo XX hizo que Ulivi Parra se extendiera a otras urbanizaciones. Así inauguró el autocine Los Chaguaramos, primero de su estilo en Venezuela y Latinoamérica.
Para la década de los 70, la cadena Cines Unidos ya era ampliamente conocida en toda Caracas. Esa expansión llevó a la creación de los multicines, como el inaugurado en Chacaíto con cuatro pantallas para el disfrute de los estrenos más recientes del mundo cinematográfico.
Cines Unidos construyó en Valencia el complejo La Granja en 1995, el cine más grande de Venezuela en su momento, un moderno multiplex con 6 salas que el año siguiente sería superado por Las Trinitarias en Barquisimeto, con 8 salas.
Cada año la cadena iría superándose a sí misma, con la creación de 11 salas en Sambil Valencia, 12 en Metrópolis Valencia y 13 en Sambil Maracaibo.
Además, fue la primera en introducir el concepto de cine premium, salas con comodidades VIP para sus visitantes. En 2011, Cines Unidos desarrolló la primera aplicación de Latinoamérica para teléfonos inteligentes y en 2015 se convirtió en la única empresa exhibidora de cine en el país con proyección 100% digital.
En la actualidad cuenta con más de 100 salas de cine en toda Venezuela y ofrece múltiples servicios digitales a sus usuarios, con el objetivo de reducir el tiempo de espera en las filas de boletos y chucherías.
A finales de 2023, Cines Unidos inauguró la primera sala en Venezuela con Sonido Dolby Atmos 360 y Proyección Láser, ubicada en la Sala 8 de su complejo en el C.C Líder en Caracas. Actualmente, Cines Unidos cuenta con más de 40 salas con Proyección Láser, distribuidas en varios de sus complejos.
En julio de 2024, como parte de su aniversario 77, Cines Unidos lanzó un nuevo aplicativo móvil, además de un rediseño en su página web y en las cajas Tickets Express Plus.

## Complejos y salas

Ilustración gráfica del logotipo de Cines Unidos.

Cines Unidos posee 20 complejos en 10 ciudades del país. La cadena maneja 4 tipos de sala: estándar, estándar 3D, Premium y Premium 3D.
En 2015, la compañía completó la digitalización de todas sus salas, proceso que había iniciado en 2010 en la sala 1 de Las Américas, en Maracay. Las salas 3D utilizan proyectores Dolby. 
Con la proyección de The Marvels, Cines Unidos inauguró el 9 de noviembre de 2023 la primera sala de cine con Dolby Atmos 360 y proyección láser del país, en el C.C. Líder en Caracas.
El complejo con mayor cantidad de salas es el del C.C. Sambil Maracaibo con 13 salas y la sala con la mayor capacidad de espectadores a nivel nacional es la sala 11 ubicada en el C.C. Las Américas de Maracay. 
| Entidad          | Ciudad         | Complejo                          | Salas    | Salas    | Salas   | Salas   | Salas |
| Entidad          | Ciudad         | Complejo                          | Estándar | Estándar | Premium | Premium | Total |
| Entidad          | Ciudad         | Complejo                          | 2D       | 3D       | 2D      | 3D      | Total |
| ---------------- | -------------- | --------------------------------- | -------- | -------- | ------- | ------- | ----- |
| Anzoátegui       | Puerto La Cruz | Cines Unidos Regina               | 6        | 2        | 0       | 0       | 8     |
| Aragua           | Maracay        | Cines Unidos Hyper Jumbo          | 4        | 3        | 0       | 0       | 7     |
| Aragua           | Maracay        | Cines Unidos Las Américas         | 7        | 4        | 0       | 0       | 11    |
| Bolívar          | Ciudad Guayana | Cines Unidos Orinokia             | 4        | 4        | 1       | 0       | 9     |
| Carabobo         | Valencia       |                                   |          |          |         |         |       |
| Carabobo         | Valencia       | Cines Unidos Metrópolis Valencia  | 8        | 4        | 0       | 0       | 12    |
| Carabobo         | Valencia       | Cines Unidos Sambil Valencia      | 6        | 4        | 1       | 0       | 11    |
| Distrito Capital | Caracas        | Cines Unidos Galerías Ávila       | 4        | 1        | 0       | 0       | 5     |
| Distrito Capital | Caracas        | Cines Unidos Galerías Paraíso     | 5        | 1        | 0       | 0       | 6     |
| Distrito Capital | Caracas        | Cines Unidos Metrocenter          | 5        | 0        | 0       | 0       | 5     |
| Lara             | Barquisimeto   | Cines Unidos Las Trinitarias      | 6        | 2        | 0       | 0       | 8     |
| Lara             | Barquisimeto   | Cines Unidos Sambil Barquisimeto  | 5        | 2        | 3       | 1       | 11    |
| Miranda          | Caracas        | Cines Unidos El Marqués           | 6        | 3        | 0       | 0       | 9     |
| Miranda          | Caracas        | Cines Unidos Líder                | 0        | 0        | 7       | 4       | 11    |
| Miranda          | Caracas        | Cines Unidos Millennium           | 0        | 0        | 4       | 3       | 7     |
| Miranda          | Caracas        | Cines Unidos Sambil Caracas       | 3        | 3        | 0       | 0       | 6     |
| Monagas          | Maturín        | Cines Unidos Petroriente          | 7        | 0        | 0       | 0       | 7     |
| Nueva Esparta    | Pampatar       | Cines Unidos Sambil Margarita     | 4        | 3        | 0       | 0       | 7     |
| Táchira          | San Cristóbal  | Cines Unidos Sambil San Cristóbal | 4        | 3        | 1       | 0       | 8     |
| Zulia            | Maracaibo      | Cines Unidos Metrosol Maracaibo   | 6        | 2        | 0       | 0       | 8     |
| Zulia            | Maracaibo      | Cines Unidos Sambil Maracaibo     | 7        | 4        | 2       | 0       | 13    |
| Total            |                |                                   | 97       | 45       | 19      | 8       | 169   |

### Próximas aperturas
En su preventa 2015, Cines Unidos anunció la apertura de 22 salas en 2 nuevos complejos: Parque Cerro Verde en Caracas (10) y Ciudad Premium en Maracay (12), con lo que alcanzaría las 220 pantallas.